# 15052 Emileschweitzer
15052 Emileschweitzer este o planetă minoră (asteroid), cu un diametru de 9,624 km, din centura de asteroizi. A fost descoperită pe 17 decembrie 1998 la observatoire de la Côte d'Azur⁠(d) de OCA-DLR Asteroid Survey⁠(d). 
Obiectul prezintă o orbită caracterizată de o semiaxă mare de 3,1474095 UAi, o excentricitate de 0,14, o înclinație de 4,08636 ° în raport cu ecliptica.